# Holocnemus hispanicus
Holocnemus hispanicus là một loài nhện trong họ der Pholcidae die voorkomt năm Tây Ban Nha. Loài này được miêu tả khoa học năm 1933.